# Duvy
Duvy est une commune française située dans le département de l'Oise en région Hauts-de-France.

## Géographie

### Description

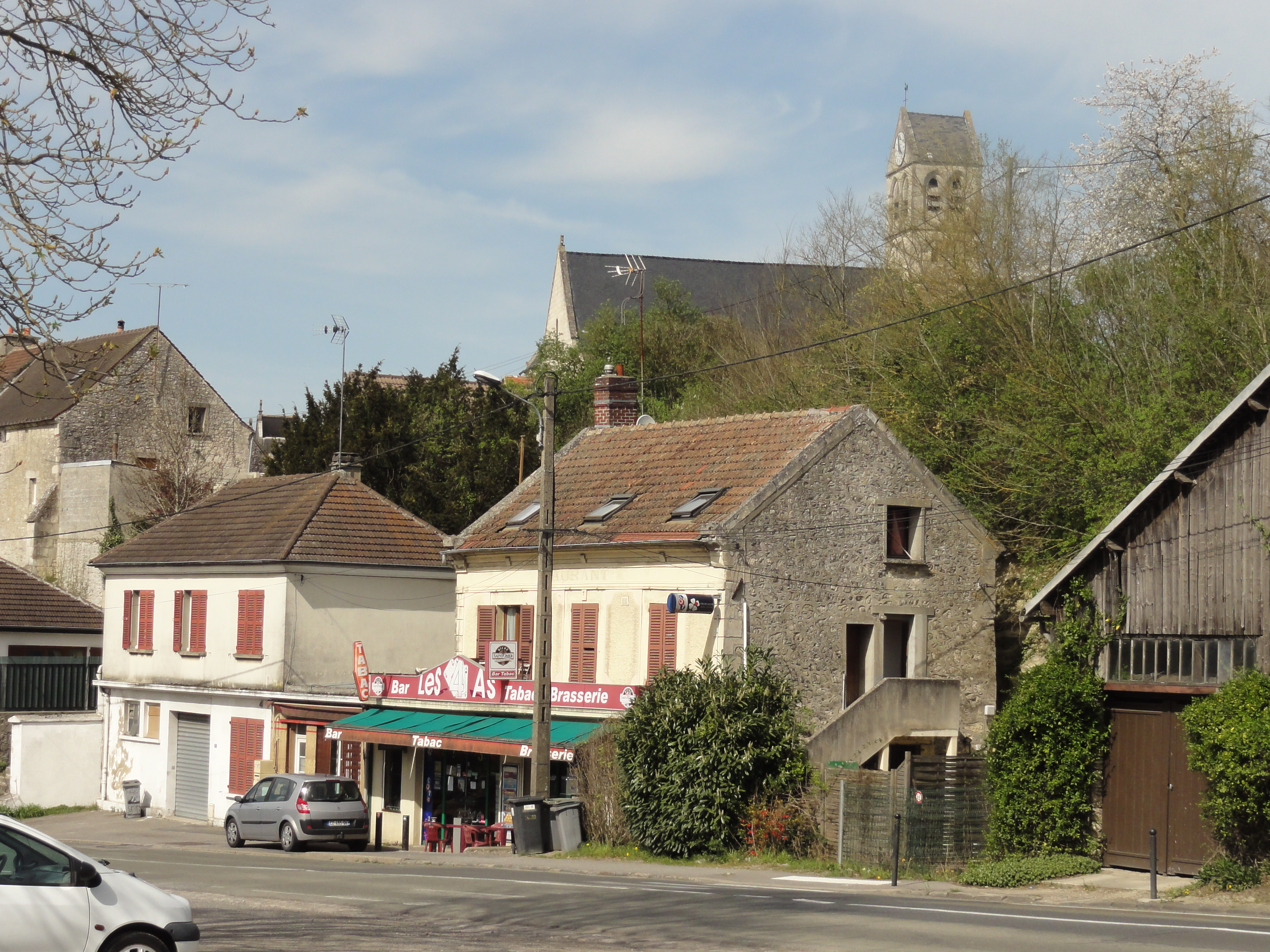
Ambiance du village : le café et l'église.

Duvy est un village du Valois dans l'Oise, jouxtant Crépy-en-Valois et situé à 20 km à l'est de Senlis, 20 km au sud de Compiègne, 37 km de Soissons et 31 km au nord de Meaux.
En 1843, Louis Graves indiquait que le territoire communal « situé à l'origine de la vallée Sainte-Marie, constitue une plaine découverte, coupée du sud au nord par le ravin bifide où coule le ruisseau. Le chef-lieu, assis dans la vallée, est formée d'un petit nombre de maisons bien bâties, voisines do la limite orientale ».

### Communes limitrophes
| Rocquemont          | Séry-Magneval |                 |
| Trumilly            | Duvy          | Crépy-en-Valois |
| Auger-Saint-Vincent | Ormoy-Villers | Rouville        |

### Hydrographie

#### Réseau hydrographique

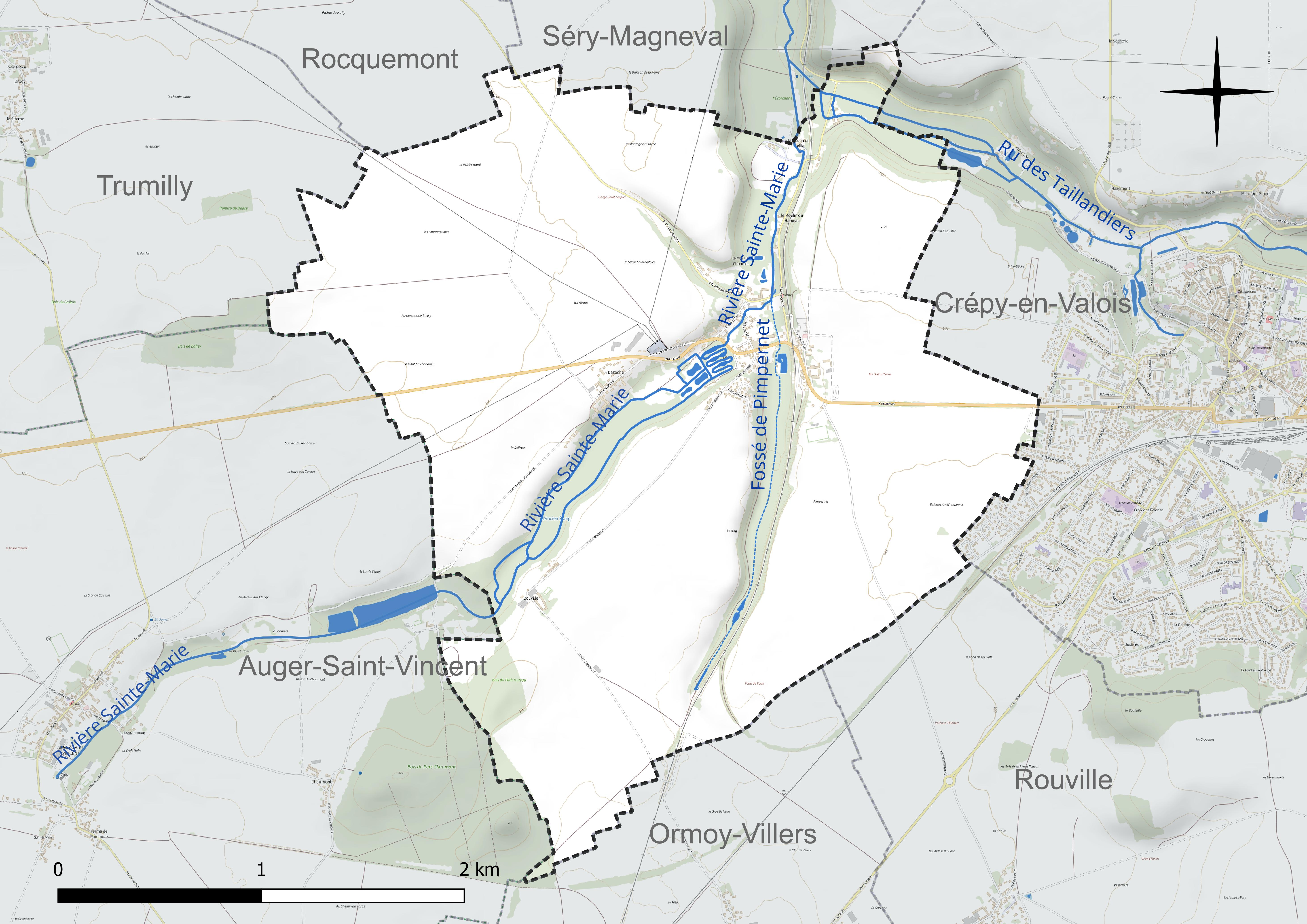
Réseau hydrographique de Duvy.

La commune est située dans le bassin Seine-Normandie. Elle est drainée par la rivière Sainte-Marie, le fossé de Pimpernet et le ru des Taillandiers,,.
La rivière Sainte-Marie, d'une longueur de 11 km, prend sa source dans la commune de Auger-Saint-Vincent et se jette  dans l'Automne à Orrouy, après avoir traversé cinq communes. Le cours d'eau est bordé de zones humides, d'anciennes cressonnières  et d'étangs.
Louis Graves indiquait en 1843 qu'on  « voyait autrefois devant le village deux grands étangs, l'un dit de la carrière ou de Bazoches, creusé au quatorzième siècle par Charles de Valois et comblé au commencement du dix-huitième ; l'autre appelé l'étang du heu, qui a été desséché en 1840 ».

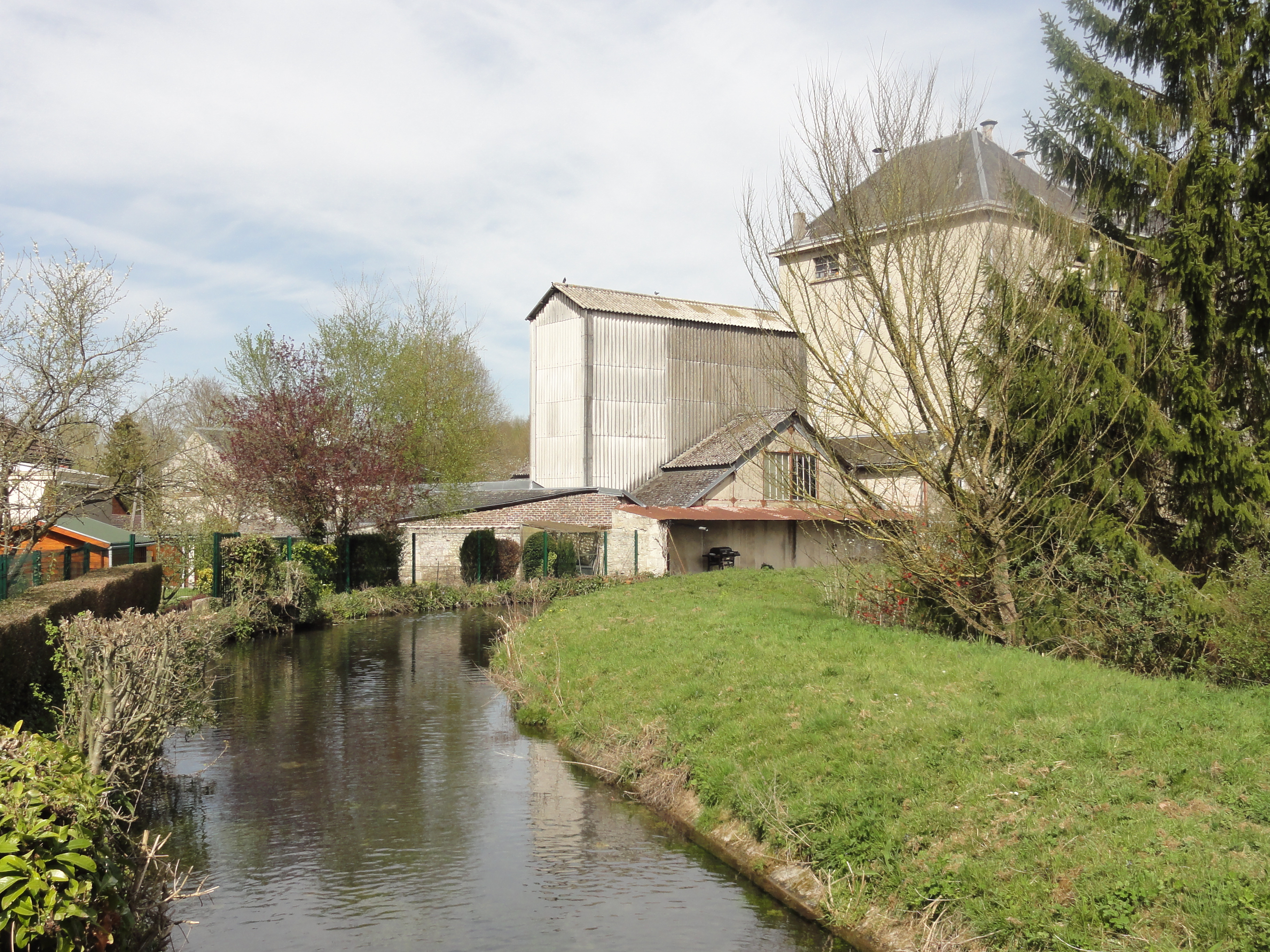
La Sainte-Marie et l'ancien moulin de Duvy
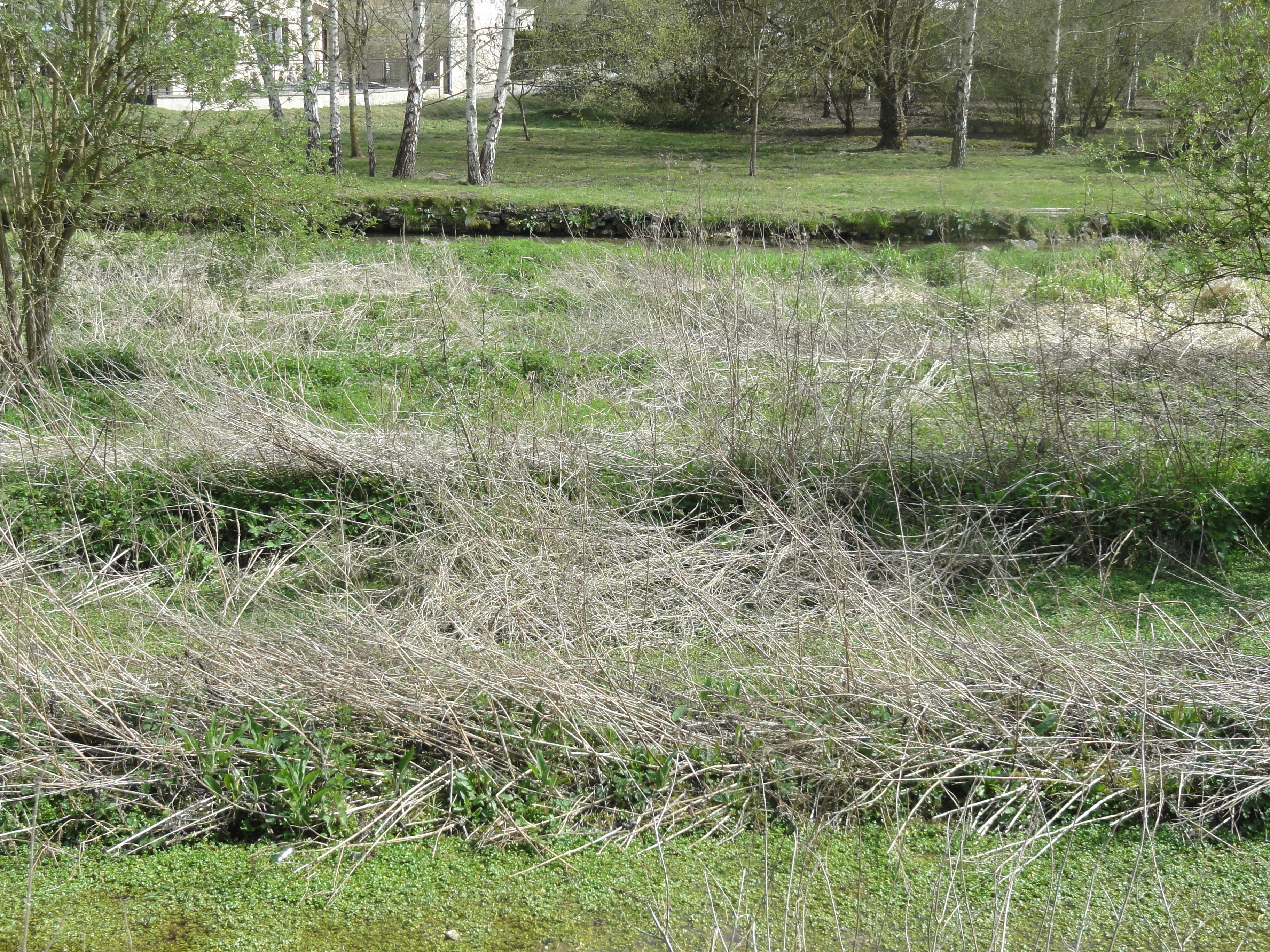
Ancienne cressonnière
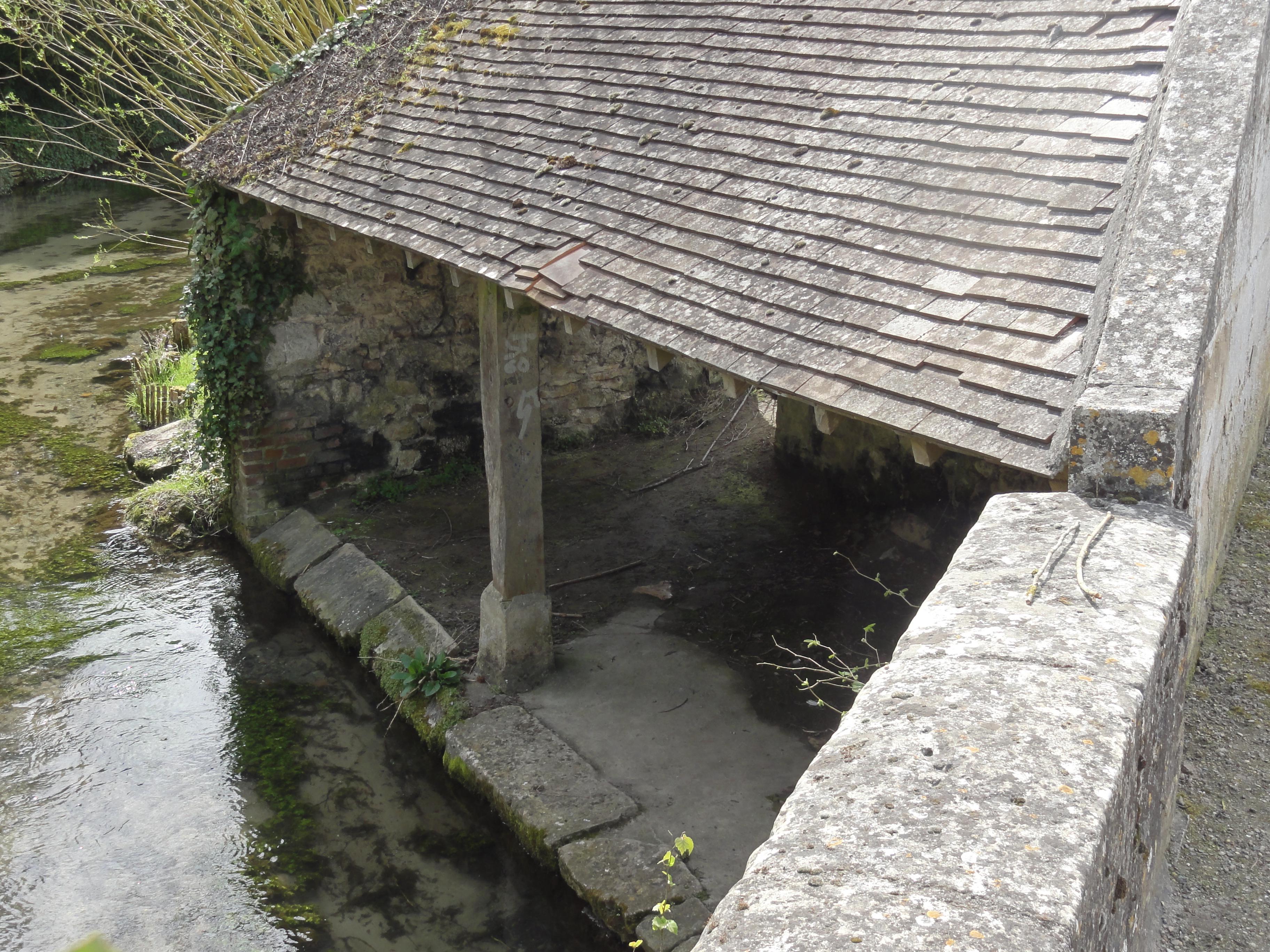
Lavoir

#### Gestion et qualité des eaux
Le territoire communal est couvert par le schéma d'aménagement et de gestion des eaux (SAGE) « Sensée ». Ce document de planification concerne un territoire de 287 km2 de superficie, délimité par le bassin versant de l'Automne. Le périmètre a été arrêté le 28 mai 1996 et le SAGE proprement dit a été approuvé le 16 décembre 2003 puis révisé le 10 mars 2016. La structure porteuse de l'élaboration et de la mise en œuvre est le syndicat d'aménagement et de gestion des eaux du Bassin Automne (S.A.G.E.B.A).
La qualité des cours d'eau peut être consultée sur un site dédié géré par les agences de l'eau et l'Agence française pour la biodiversité.

### Climat
Pour des articles plus généraux, voir Climat des Hauts-de-France et Climat de l'Oise.
En 2010, le climat de la commune est de type climat océanique dégradé des plaines du Centre et du Nord, selon une étude du CNRS s'appuyant sur une série de données couvrant la période 1971-2000. En 2020, Météo-France publie une typologie des climats de la France métropolitaine dans laquelle la commune est exposée à un climat océanique altéré et est dans la région climatique Nord-est du bassin Parisien, caractérisée par un ensoleillement médiocre, une pluviométrie moyenne régulièrement répartie au cours de l'année et un hiver froid (3 °C).
Pour la période 1971-2000, la température annuelle moyenne est de 10,8 °C, avec une amplitude thermique annuelle de 15 °C. Le cumul annuel moyen de précipitations est de 726 mm, avec 10,5 jours de précipitations en janvier et 8,2 jours en juillet. Pour la période 1991-2020, la température moyenne annuelle observée sur la station météorologique la plus proche, située sur la commune du Plessis-Belleville à 17 km à vol d'oiseau, est de 11,4 °C et le cumul annuel moyen de précipitations est de 661,7 mm,. Pour l'avenir, les paramètres climatiques de la commune estimés pour 2050 selon différents scénarios d'émission de gaz à effet de serre sont consultables sur un site dédié publié par Météo-France en novembre 2022.

## Urbanisme

### Typologie
Au 1er janvier 2024, Duvy est catégorisée commune rurale à habitat dispersé, selon la nouvelle grille communale de densité à sept niveaux définie par l'Insee en 2022.
Elle est située hors unité urbaine. Par ailleurs la commune fait partie de l'aire d'attraction de Paris, dont elle est une commune de la couronne,.

### Occupation des sols
L'occupation des sols de la commune, telle qu'elle ressort de la base de données européenne d'occupation biophysique des sols Corine Land Cover (CLC), est marquée par l'importance des territoires agricoles (79,8 % en 2018), une proportion identique à celle de 1990 (79,8 %). La répartition détaillée en 2018 est la suivante : 
terres arables (79,1 %), forêts (14,6 %), zones urbanisées (5,7 %), prairies (0,6 %). L'évolution de l'occupation des sols de la commune et de ses infrastructures peut être observée sur les différentes représentations cartographiques du territoire : la carte de Cassini (XVIIIe siècle), la carte d'état-major (1820-1866) et les cartes ou photos aériennes de l'IGN pour la période actuelle (1950 à aujourd'hui).

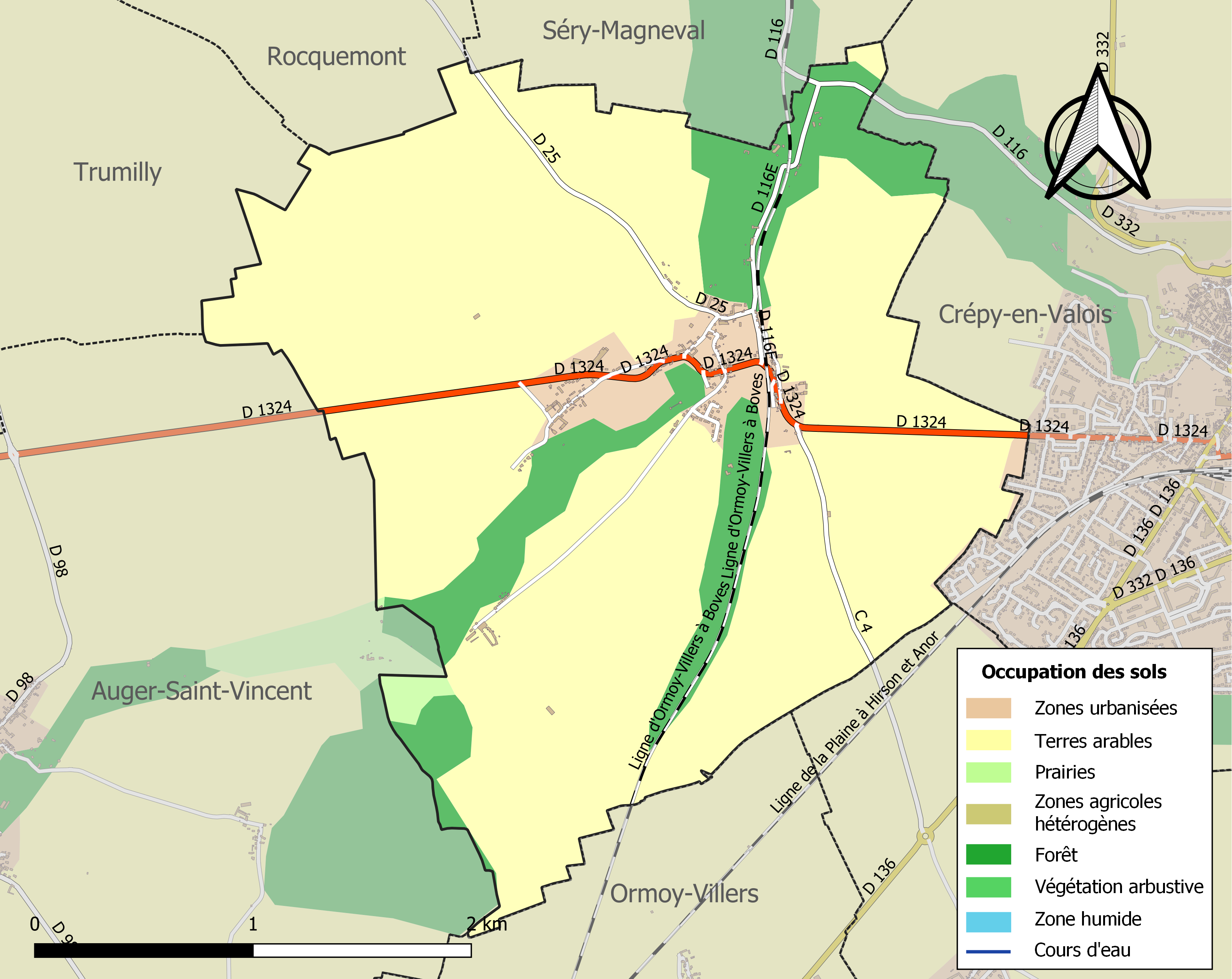
Carte des infrastructures et de l'occupation des sols de la commune en 2018 (CLC).

### Lieux-dits, hameaux et écarts
Le hameau de Bazoches est situé à l'ouest du village. Bouville se trouve plus en amont de la rivière.

### Habitat et logement
En 2018, le nombre total de logements dans la commune était de 202, alors qu'il était de 199 en 2013 et de 185 en 2008.
Parmi ces logements, 93,7 % étaient des résidences principales, 1,3 % des résidences secondaires et 5 % des logements vacants. Ces logements étaient pour 85,7 % d'entre eux des maisons individuelles et pour 14,3 % des appartements.
Le tableau ci-dessous présente la typologie des logements à Duvy en 2018 en comparaison avec celle de l'Oise et de la France entière. Une caractéristique marquante du parc de logements est ainsi une proportion de résidences secondaires et logements occasionnels (1,3 %) inférieure à celle du département (2,5 %) mais supérieure à celle de la France entière (9,7 %). Concernant le statut d'occupation de ces logements, 70,3 % des habitants de la commune sont propriétaires de leur logement (70,4 % en 2013), contre 61,4 % pour l'Oise et 57,5 pour la France entière.
| Typologie                                               | Duvy | Oise | France entière |
| ------------------------------------------------------- | ---- | ---- | -------------- |
| Résidences principales (en %)                           | 93,7 | 90,4 | 82,1           |
| Résidences secondaires et logements occasionnels (en %) | 1,3  | 2,5  | 9,7            |
| Logements vacants (en %)                                | 5    | 7,1  | 8,2            |

### Voies de communication et transports
Duvy est traversée par l'ancienne route nationale 324 (actuelle RD 1324), qui lui donnent un accès aisé à la Route nationale 2 et à l'Autoroute A1. La ligne d'Ormoy-Villers à Boves traverse du sud au nord le territoire communal, mais la station de chemin de fer la plus proche est la gare de Crépy-en-Valois desservie par des trains TER Hauts-de-France, qui effectuent des missions entre les gares de Paris-Nord et de Laon ainsi qu'entre celles de Crépy-en-Valois et de Laon. C'est également une gare terminus de la ligne K du réseau Transilien Paris-Nord.
La commune est desservie, en 2023, par les lignes 656, 692, 6421 et 6422 du réseau interurbain de l'Oise.
Le sentier de grande randonnée GR 11B passe dans le centre de Duvy.

## Toponymie
Pour Duvy : Duvium (1075), Duveium (1137), Duvesvilla, Dilucium super Altannam (1162), Duviacum (1182), Duvi, Duvic.
Pour Bazoche : Baselcas (1120), Basochiae (1310), Basoches, Basoche, Bazoches (1836).
Pour Bouville : Bedullivilla (1118), Bouvilla (1312), Boeville, Boville, Boivile, Bouville-les-Crépy.

## Histoire
Louis Graves indiquait en 1843 que Duvy « appartenait aux seigneurs de Crépy ; en 1294, le manoir seigneurial était appelé la maison du comte.
Charles I comte de Valois, l'y avait fait bâtir pour prendre plus commodément le plaisir de la pêche dans les grands étangs qu'on y voyait encore il y a quelques années. Ses successeurs aliénèrent l'hôtel et les terres qui en dépendaient sous le nom de fief des vignes, mais ils se réservèrent la  seigneurie , les étangs et les moulins ;  ce fief était devenu au dix-septième siècle le propriété de l'abbaye du Parc-aux-Dames. »

## Politique et administration

### Rattachements administratifs et électoraux

#### Rattachements administratifs
La commune se trouve  dans l'arrondissement de Senlis du département de l'Oise.
Elle faisait partie depuis 1793 du canton de Crépy-en-Valois. Dans le cadre du redécoupage cantonal de 2014 en France, cette circonscription administrative territoriale a disparu, et le canton n'est plus qu'une circonscription électorale.

#### Rattachements électoraux
Pour les élections départementales, la commune fait partie depuis 2014 d'un nouveau canton de Crépy-en-Valois
Pour l'élection des députés, elle fait partie de la cinquième circonscription de l'Oise.

### Intercommunalité
Duvy est membre de la communauté de communes du Pays de Valois, un établissement public de coopération intercommunale (EPCI) à fiscalité propre créé en 2001fin 1996  et auquel la commune a transféré un certain nombre de ses compétences, dans les conditions déterminées par le code général des collectivités territoriales.

### Liste des maires
| Période                                  | Période                    | Identité              | Étiquette | Qualité                      |
| ---------------------------------------- | -------------------------- | --------------------- | --------- | ---------------------------- |
| Les données manquantes sont à compléter. |                            |                       |           |                              |
| mars 2001                                | mars 2008                  | Eric Mantel           | UMP       |                              |
| mars 2008                                | 2014                       | Jean-Pierre Brévignon |           |                              |
| 2014                                     | juillet 2020               | Laura Havard          |           | Retraité                     |
| juillet 2020                             | En cours (au 29 mars 2022) | André Dalle           |           | Ingénieur ou cadre technique |

## Équipements et services publics

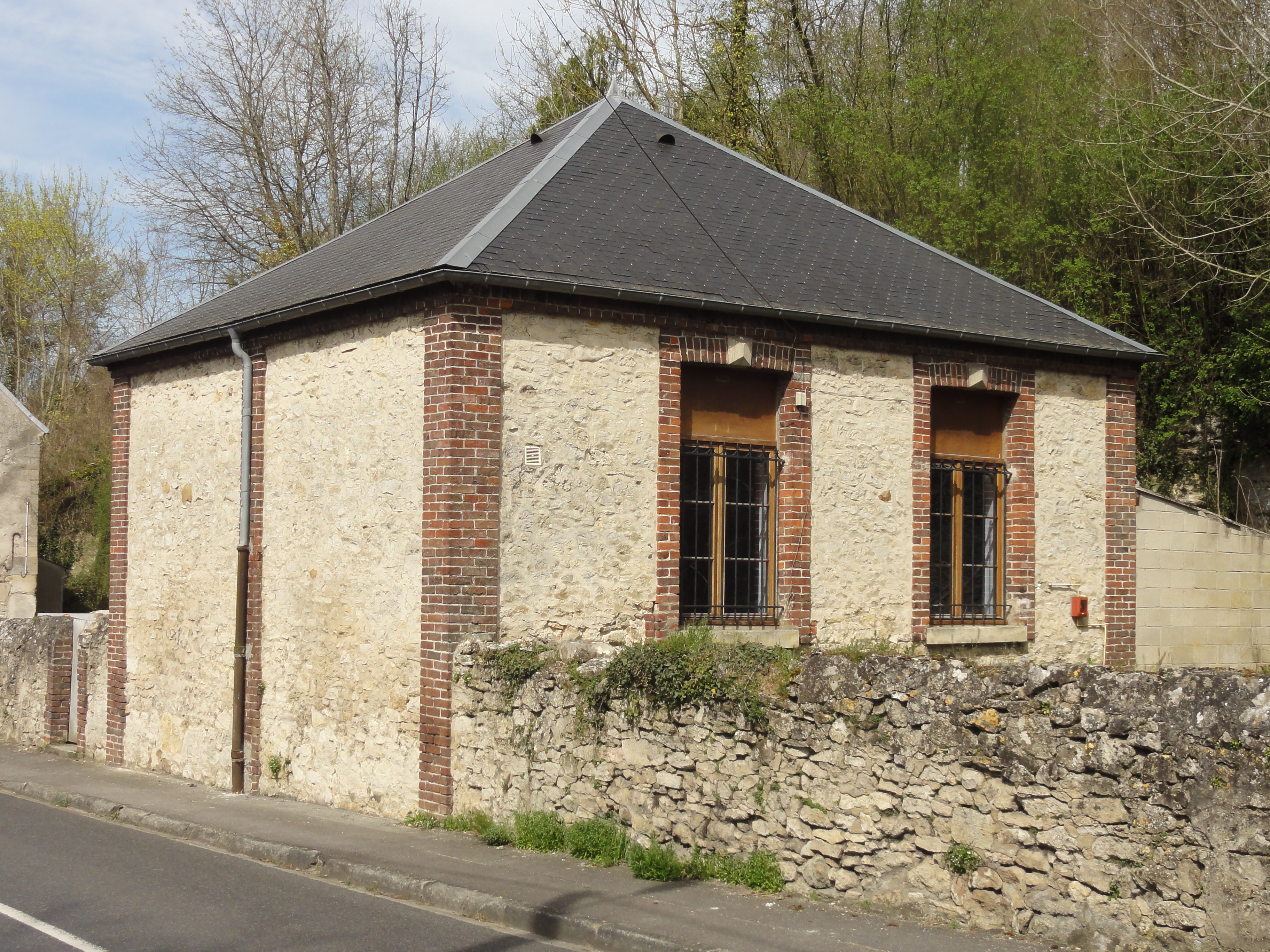
L'ancienne école.

### Enseignement
Les enfants de la commune sont scolarisés avec ceux d'Ormoy-Villers et Rouville dans le cadre d'un regroupement pédagogique intercommunal. Les écoles sont situées dans ces deux villages.

## Population et société

### Démographie

#### Évolution démographique
L'évolution du nombre d'habitants est connue à travers les recensements de la population effectués dans la commune depuis 1793. Pour les communes de moins de 10 000 habitants, une enquête de recensement portant sur toute la population est réalisée tous les cinq ans, les populations de référence des années intermédiaires étant quant à elles estimées par interpolation ou extrapolation. Pour la commune, le premier recensement exhaustif entrant dans le cadre du nouveau dispositif a été réalisé en 2004.

En 2022, la commune comptait 417 habitants, en évolution de −8,15 % par rapport à 2016 (Oise : +0,87 %, France hors Mayotte : +2,11 %).
| 1793 | 1800 | 1806 | 1821 | 1831 | 1836 | 1841 | 1846 | 1851 |
| ---- | ---- | ---- | ---- | ---- | ---- | ---- | ---- | ---- |
| 184  | 174  | 191  | 187  | 205  | 223  | 270  | 258  | 247  |

| 1856 | 1861 | 1866 | 1872 | 1876 | 1881 | 1886 | 1891 | 1896 |
| ---- | ---- | ---- | ---- | ---- | ---- | ---- | ---- | ---- |
| 272  | 278  | 273  | 274  | 290  | 509  | 447  | 460  | 412  |

| 1901 | 1906 | 1911 | 1921 | 1926 | 1931 | 1936 | 1946 | 1954 |
| ---- | ---- | ---- | ---- | ---- | ---- | ---- | ---- | ---- |
| 463  | 453  | 458  | 464  | 486  | 442  | 447  | 444  | 450  |

| 1962 | 1968 | 1975 | 1982 | 1990 | 1999 | 2004 | 2006 | 2009 |
| ---- | ---- | ---- | ---- | ---- | ---- | ---- | ---- | ---- |
| 386  | 379  | 432  | 430  | 414  | 419  | 446  | 426  | 467  |

| 2014 | 2019 | 2022 | - | - | - | - | - | - |
| ---- | ---- | ---- | - | - | - | - | - | - |
| 465  | 426  | 417  | - | - | - | - | - | - |

#### Pyramide des âges
La population de la commune est relativement jeune.
En 2018, le taux de personnes d'un âge inférieur à 30 ans s'élève à 33,3 %, soit en dessous de la moyenne départementale (37,3 %). À l'inverse, le taux de personnes d'âge supérieur à 60 ans est de 26,3 % la même année, alors qu'il est de 22,8 % au niveau départemental.
En 2018, la commune comptait 223 hommes pour 212 femmes, soit un taux de 51,26 % d'hommes, largement supérieur au taux départemental (48,89 %).
Les pyramides des âges de la commune et du département s'établissent comme suit.
| Hommes | Classe d’âge | Femmes |
| ------ | ------------ | ------ |
| 0,0    | 90 ou +      | 1,9    |
| 5,5    | 75-89 ans    | 7,2    |
| 18,4   | 60-74 ans    | 19,7   |
| 25,7   | 45-59 ans    | 21,6   |
| 16,1   | 30-44 ans    | 17,3   |
| 17,0   | 15-29 ans    | 15,4   |
| 17,4   | 0-14 ans     | 16,8   |

| Hommes | Classe d’âge | Femmes |
| ------ | ------------ | ------ |
| 0,5    | 90 ou +      | 1,4    |
| 5,5    | 75-89 ans    | 7,6    |
| 15,6   | 60-74 ans    | 16,3   |
| 20,8   | 45-59 ans    | 20     |
| 19,4   | 30-44 ans    | 19,4   |
| 17,6   | 15-29 ans    | 16,2   |
| 20,6   | 0-14 ans     | 19,1   |

### Cultes
Depuis la Révolution française, Duvy est rattachée à la paroisse catholique de Crépy-en-Valois. Les messes dominicales sont célébrées en l'église Saint-Pierre irrégulièrement, environ une fois par trimestre.

## Culture locale et patrimoine

### Lieux et monuments

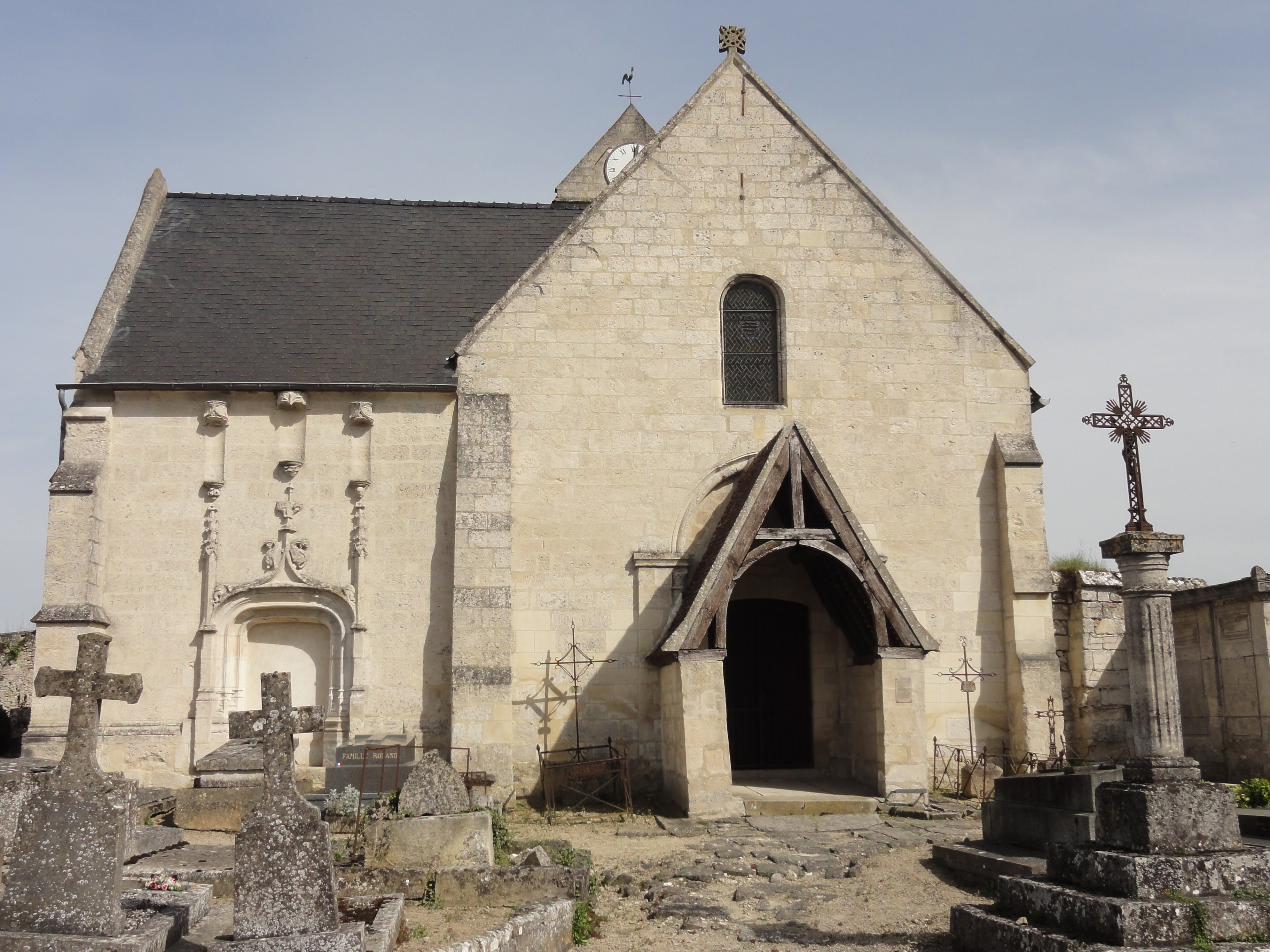
Église Saint-Pierre.

Duvy compte un monument historique sur son territoire :
- Église Saint-Pierre (inscrite monument historique en 1954, avec le cimetière qui l'entoure[27]) : 
c'est, depuis les remaniements à la fin du XVe siècle, une église à double vaisseau se terminant par un chevet plat, qui est majoritairement de style gothique flamboyant. Son architecture est assez rustique. Seulement le collatéral est voûté. 
L'église possède l'un des clochers romans les plus anciens de la région, qui remonte à la fin du XIe siècle. Il occupe une position inhabituelle devant le chevet, et sa base n'est pas visible depuis l'intérieur de l'église. Le portail des alentours de 1160 est caché par un porche ; un second portail assez remarquable de style flamboyant est aujourd'hui bouché. L'édifice a bénéficié d'une restauration complète à la fin du XXe et au début du XXIe siècle. Son ensemble de mobilier des XVIIe et XVIIIe siècles est encore presque au complet, et confère à l'église un cachet d'authenticité devenu rare aujourd'hui[28],[29].

On peut également signaler : 
- Plusieurs moulins et anciens sites de production aux abords de la rivière Sainte-Marie.
L'ancien manoir était au XIXe siècle un moulin « flanqué de deux tourelles élancées , cylindriques à la base, puis octogones, couronnées par une pyramide dont les angles sont garnis de bourrelets[1] ».

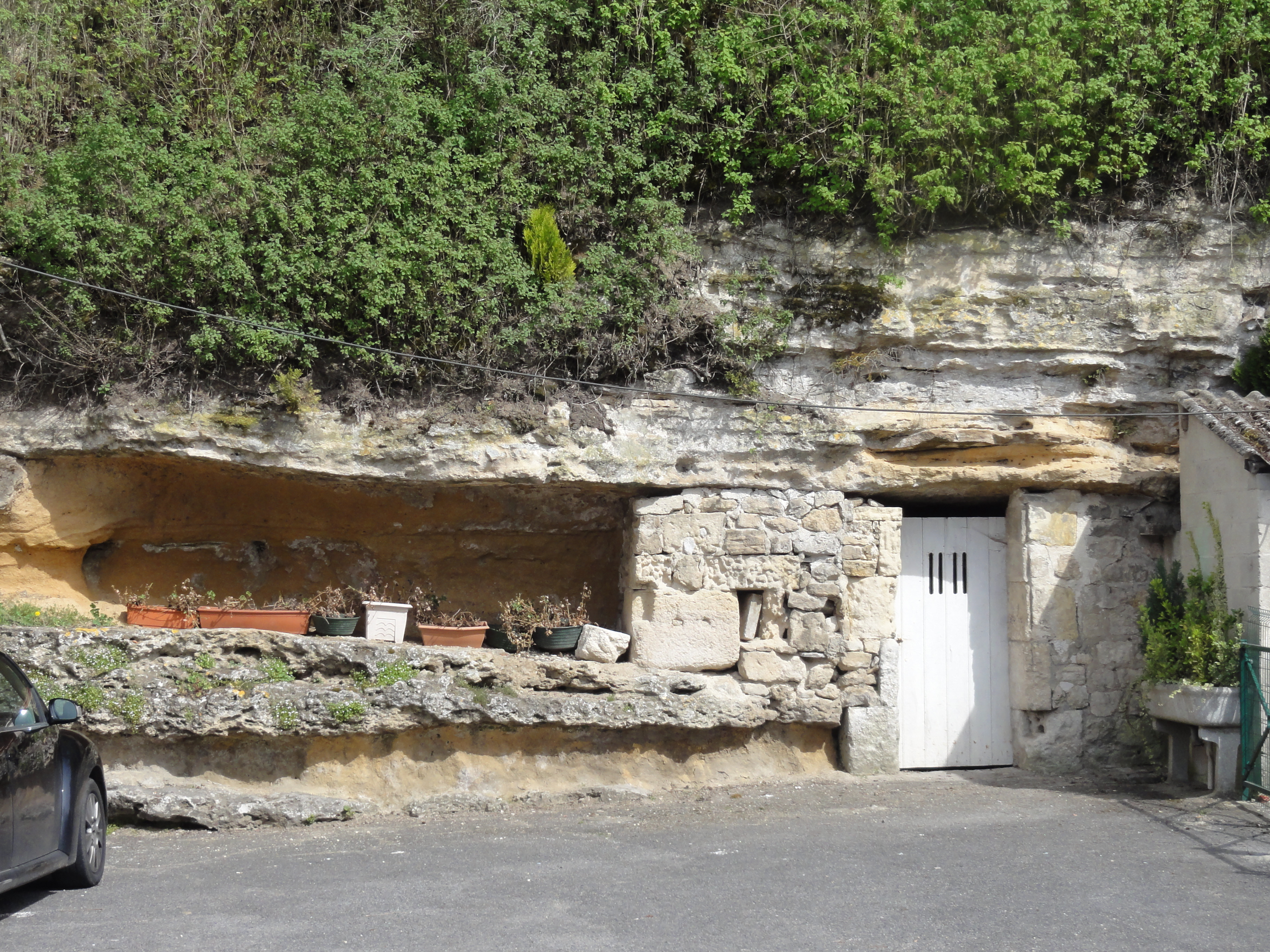
Ancien habitat troglodytique.
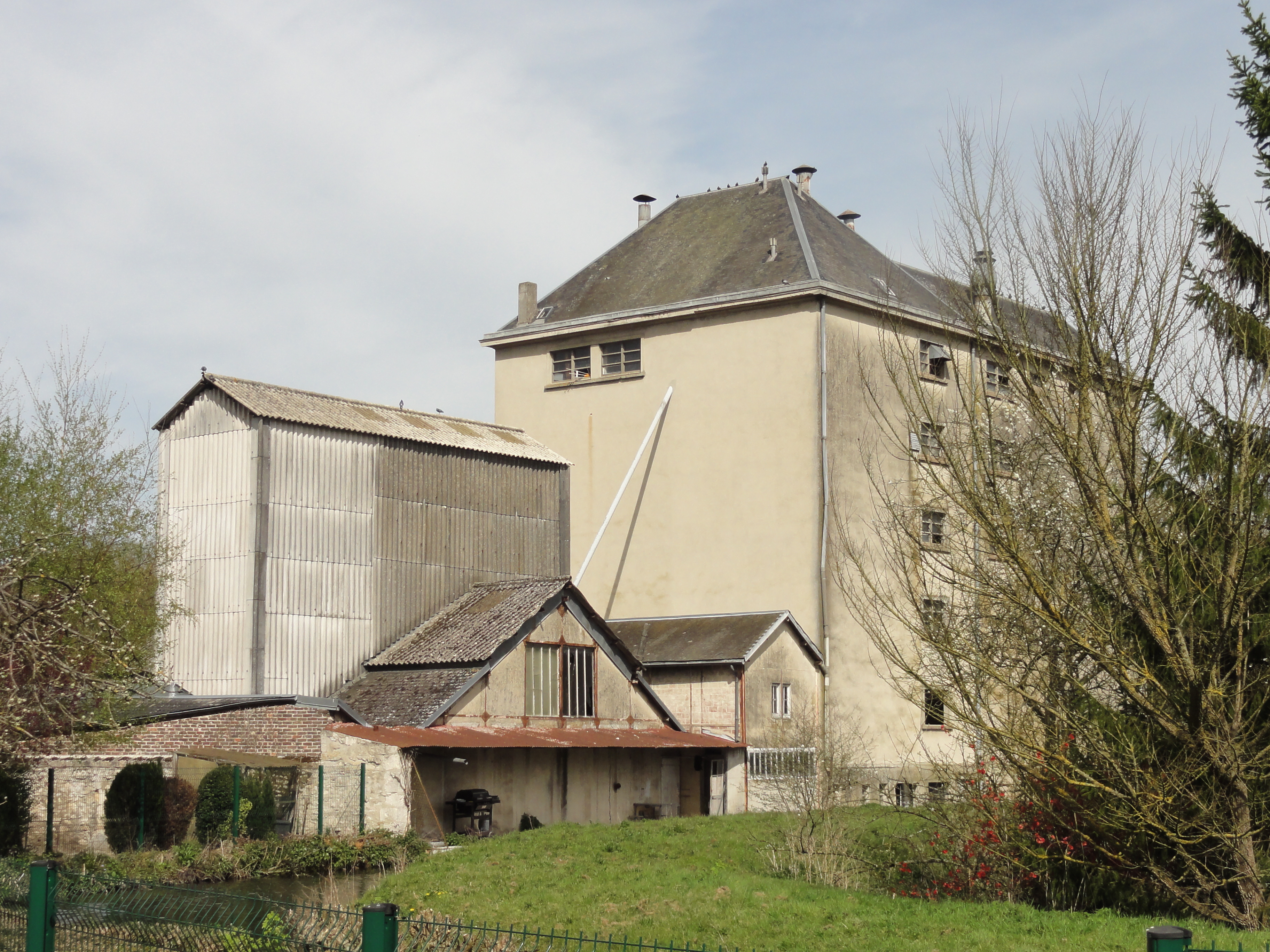
L'ancien moulin de Duvy.
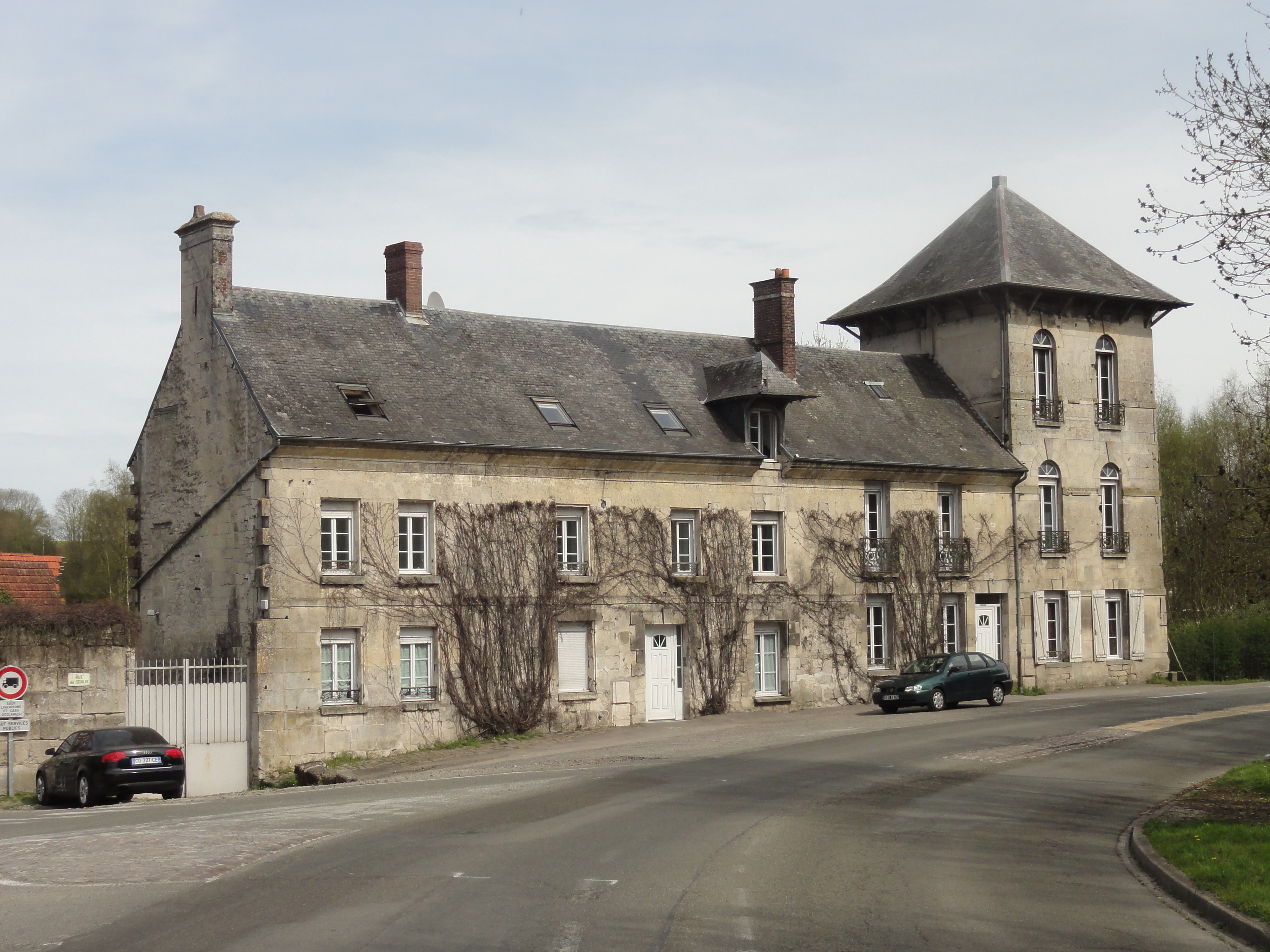
Ancien moulin, rue de Senlis
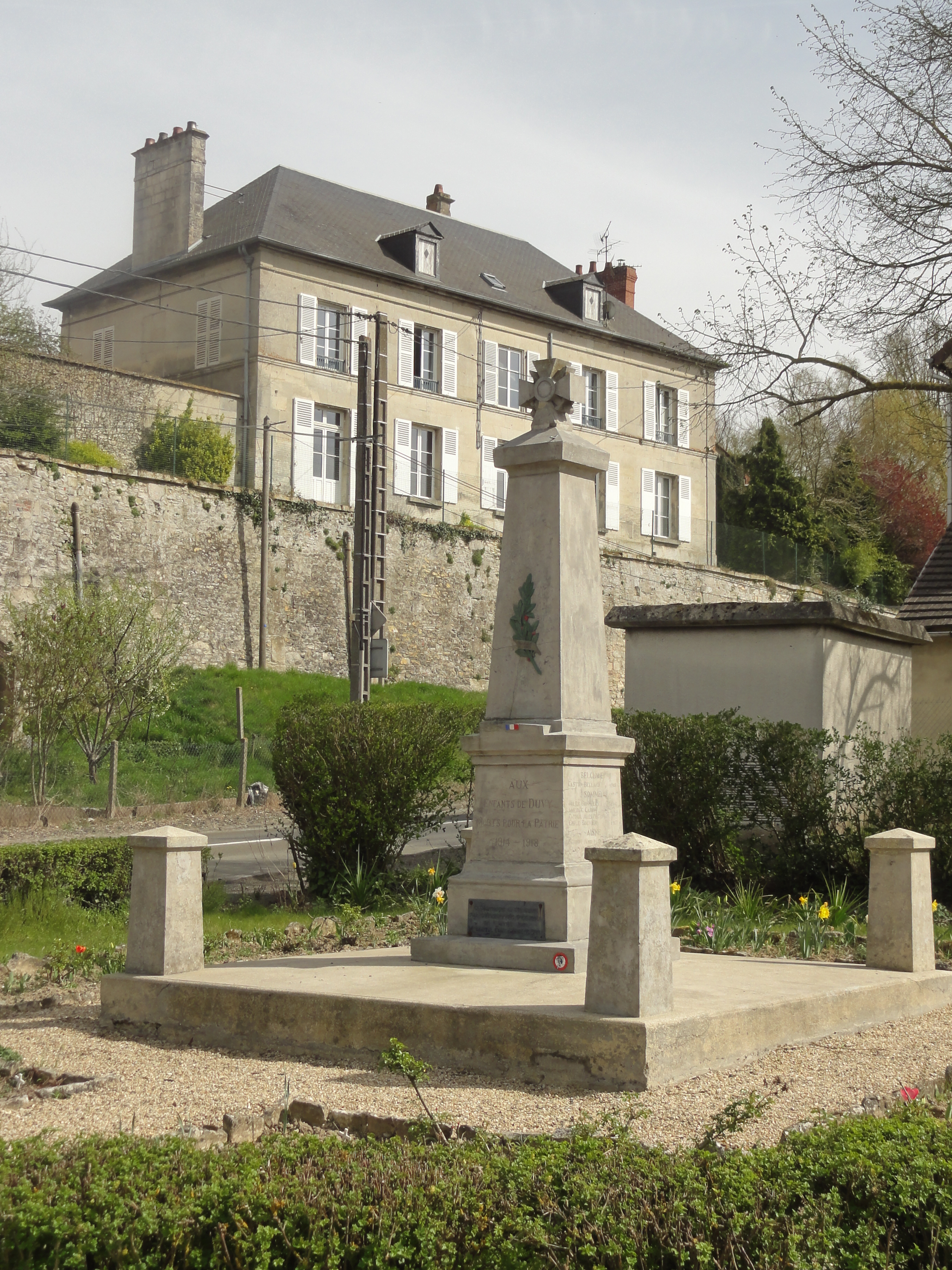
Monument aux morts.
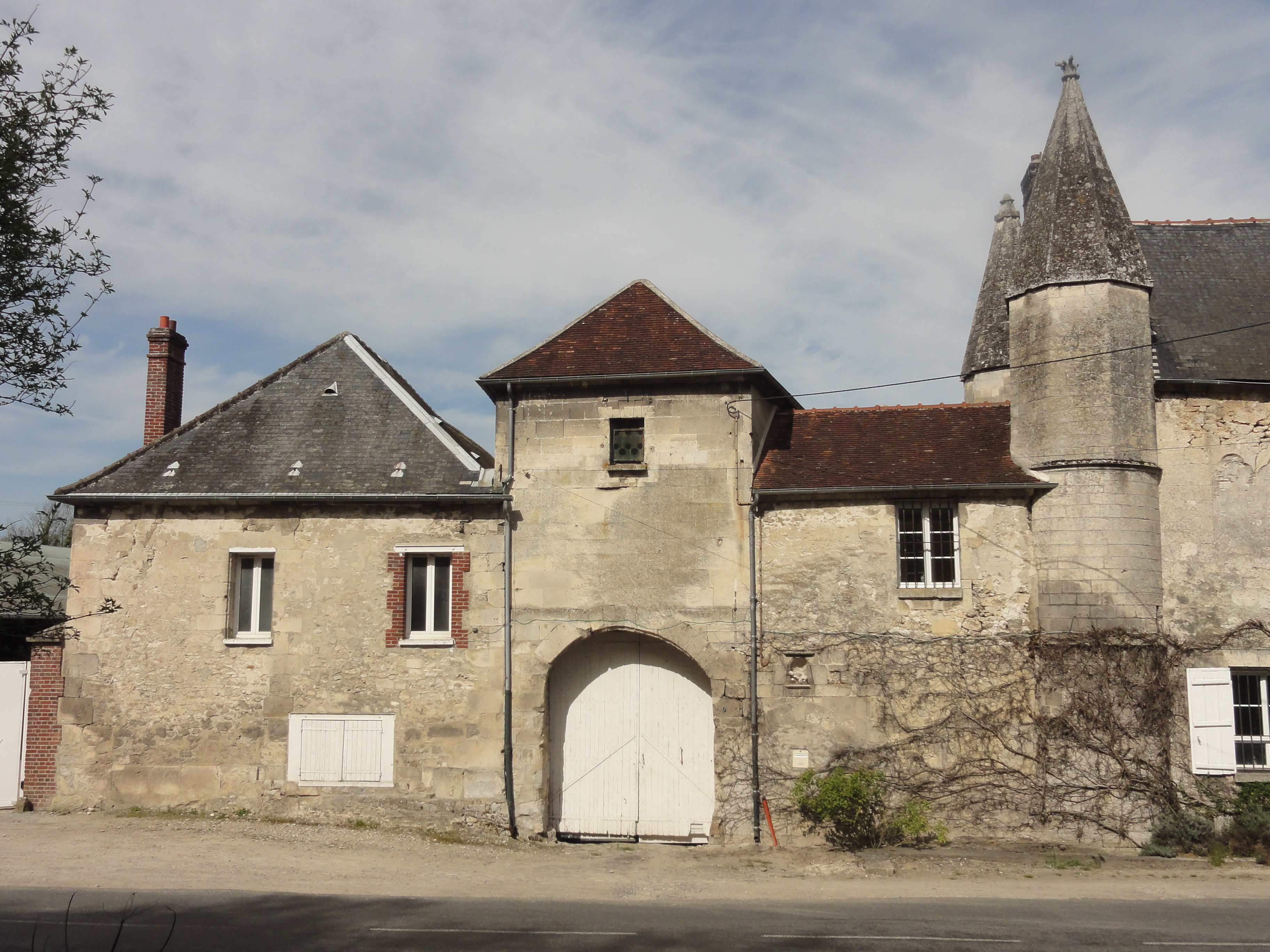
Entrée du manoir (XIIIe siècle).
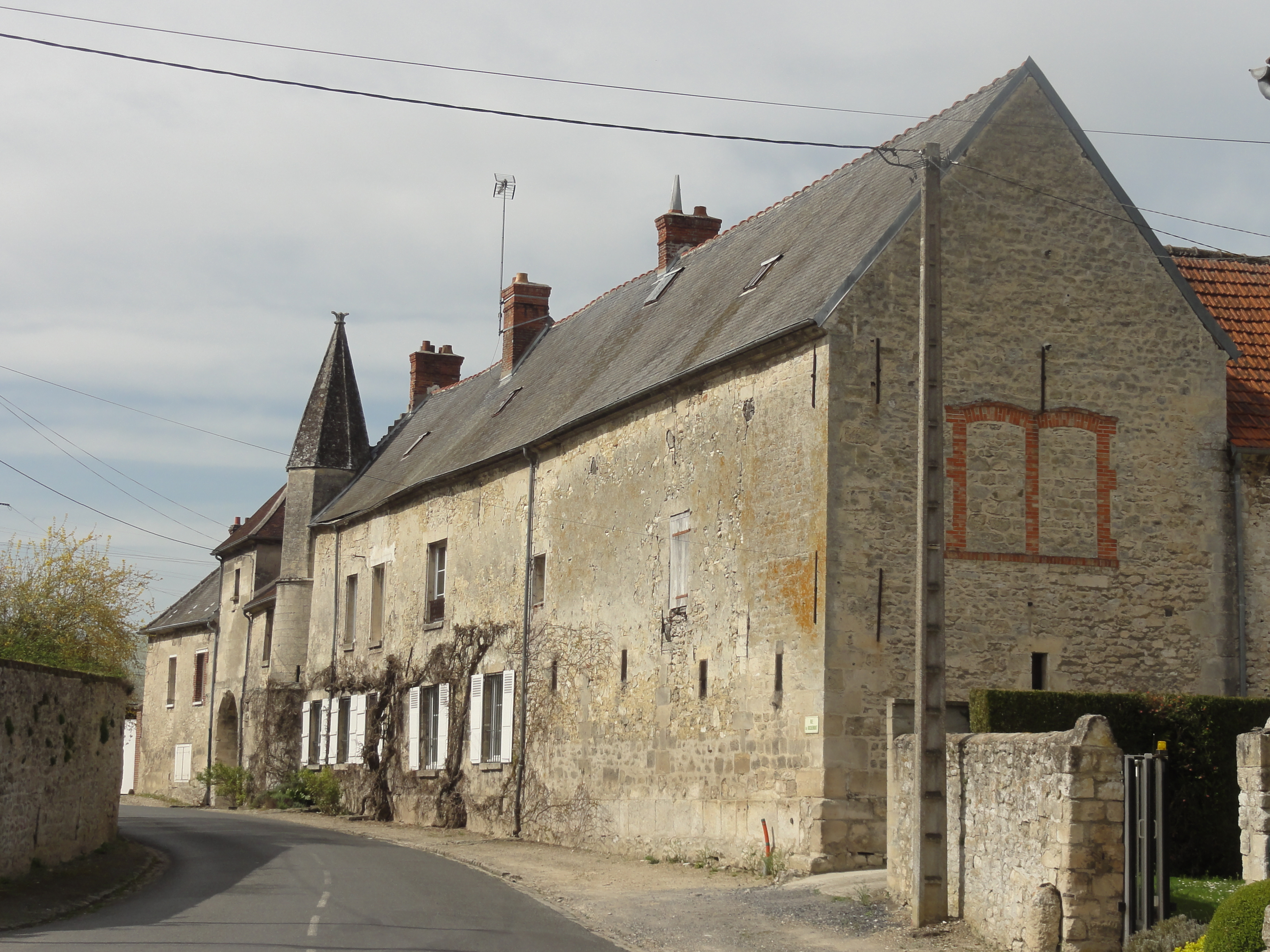
Le manoir.

### Personnalités liées à la commune
- Jacqueline Challet-Haas (1934-2022), danseuse, pédagogue et notatrice de la danse française, y est née..

### Héraldique
Pour un article plus général, voir Armorial des communes de l'Oise.
| Blason de Duvy | Blason  | Tiercé en pairle renversé : au 1er de gueules à deux clés d'argent passées en sautoir, au 2e d'or à trois bottes de cresson de sinople liées de gueules, au 3e d'azur à une roue à aubes d'or accompagnée en pointe d'une burelle ondée d'argent. |
| Blason de Duvy | Détails | Le statut officiel du blason reste à déterminer. Auteur(s)J.-F. Binon |